# Canard à sourcils
Anas superciliosa
Espèce
Statut de conservation UICN

 LC  : Préoccupation mineure
Le Canard à sourcils (Anas superciliosa) est une espèce d'oiseaux de la famille des Anatidae.

## Description
Cet oiseau mesure 54 à 61 cm de longueur, le mâle étant un peu plus grand que la femelle. C'est un canard au plumage foncé avec une tête un peu plus pâle et des traits sur la face; le ventre est plus pâle.
Dans certaines îles, cette espèce est de taille plus petite et a un plumage plus foncé.

## Habitat
Ce canard fréquente nombre d'habitats humides et il a les mêmes habitudes pour nicher que le canard colvert qui empiète sur son domaine en Nouvelle-Zélande.

## Alimentation
Il se nourrit en basculant et en plongeant la moitié antérieure de son corps sous l'eau.

## Répartition et sous-espèces
Son aire s'étend à travers l'Océanie et le sud de l'Indonésie.

## Sous-espèces
Selon la classification de référence du Congrès ornithologique international (version 15.1, 2025) :
- Anas superciliosa superciliosa Gmelin, JF, 1789 — de Java et Célèbes à la Nouvelle-Guinée, l'ouest de l'Australie, la Tasmanie et la Nouvelle-Zélande ;
- Anas superciliosa pelewensis Hartlaub & Finsch, 1872 — du nord et centre de la Nouvelle-Guinée, îles Salomon aux îles de la Société et à l'est de la Polynésie.

La sous-population rogersi est incluse dans la sous-espèce Anas superciliosa superciliosa.

## Galerie

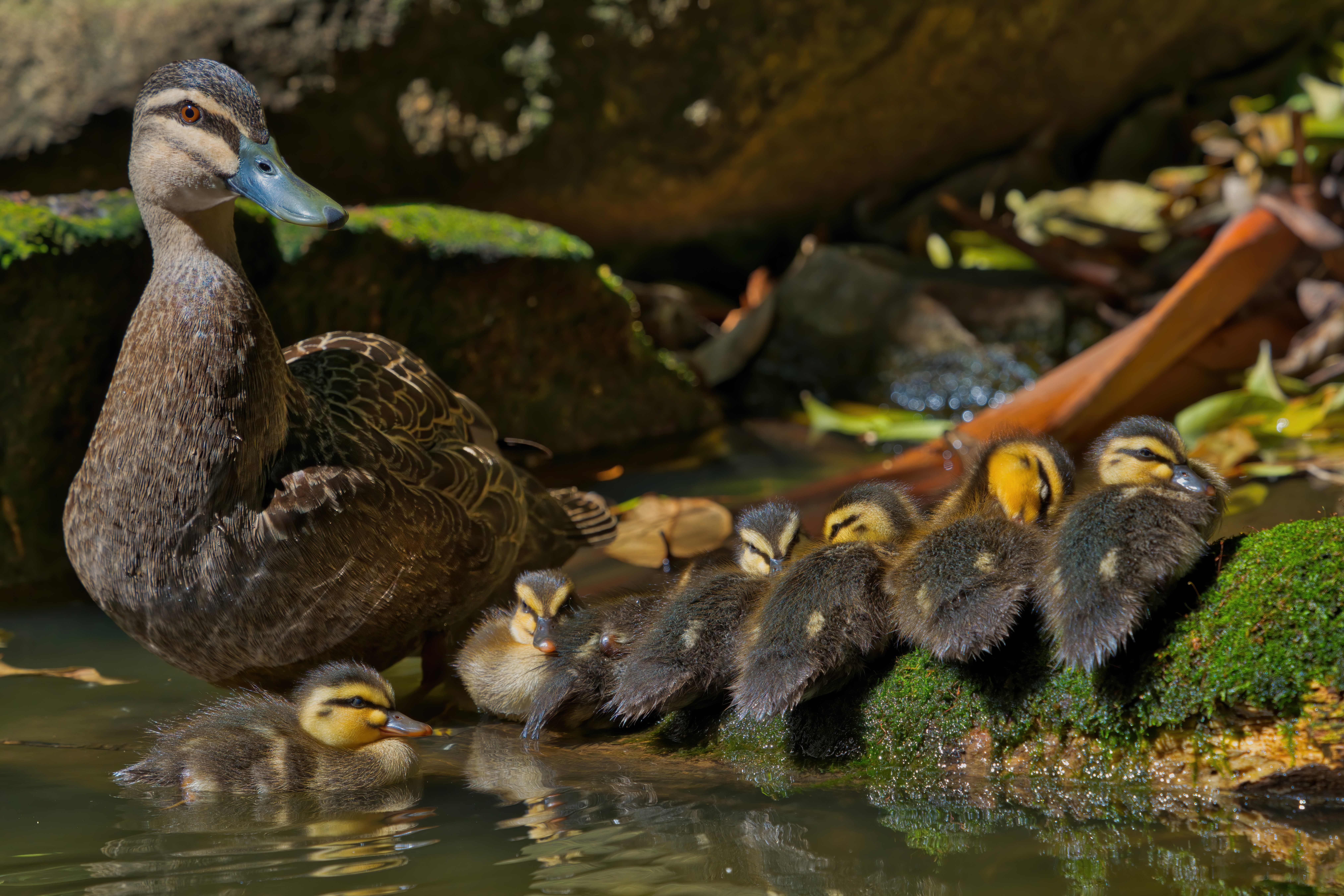
Femelle avec ses cannetons à Brisbane
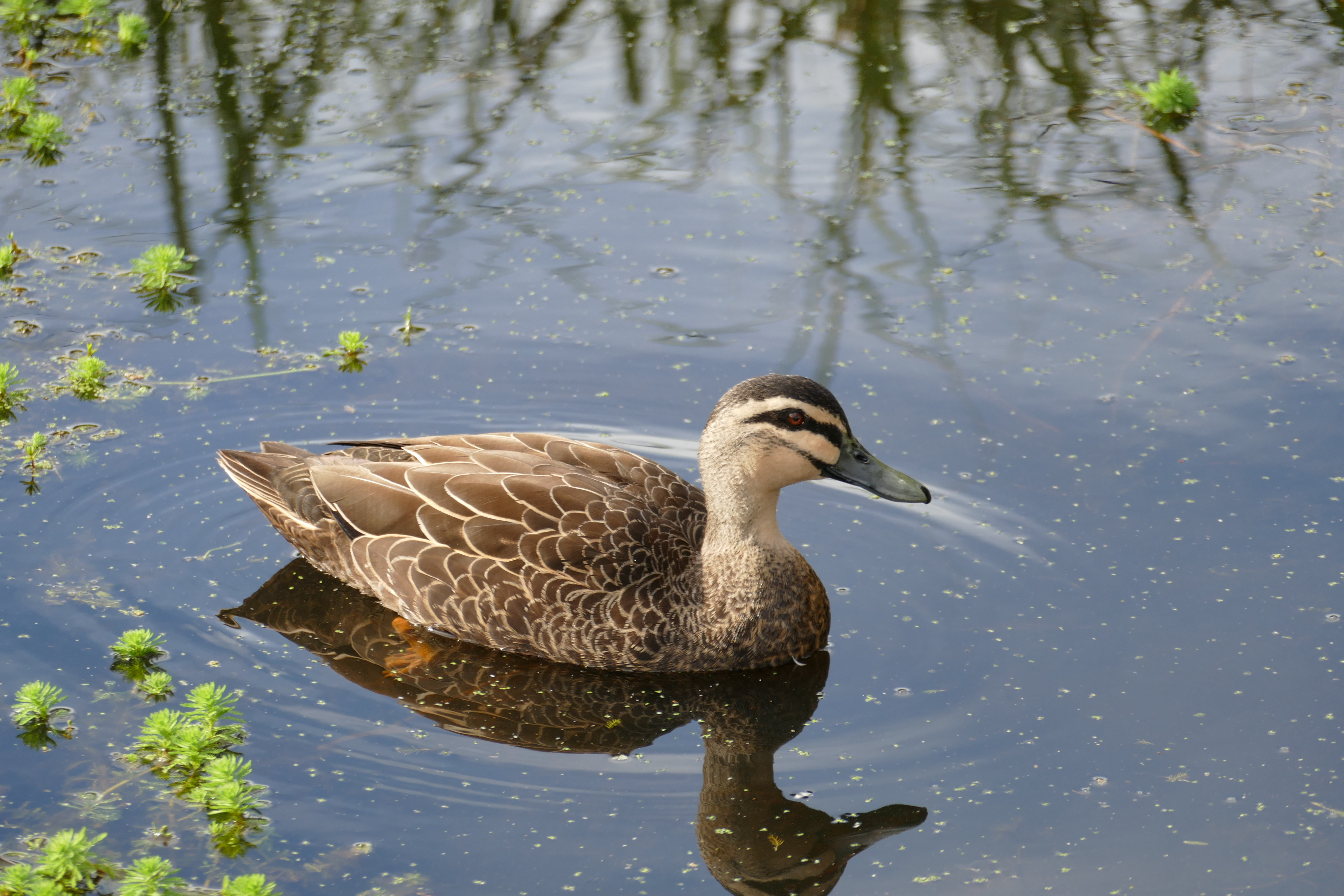
Adulte à Sydney
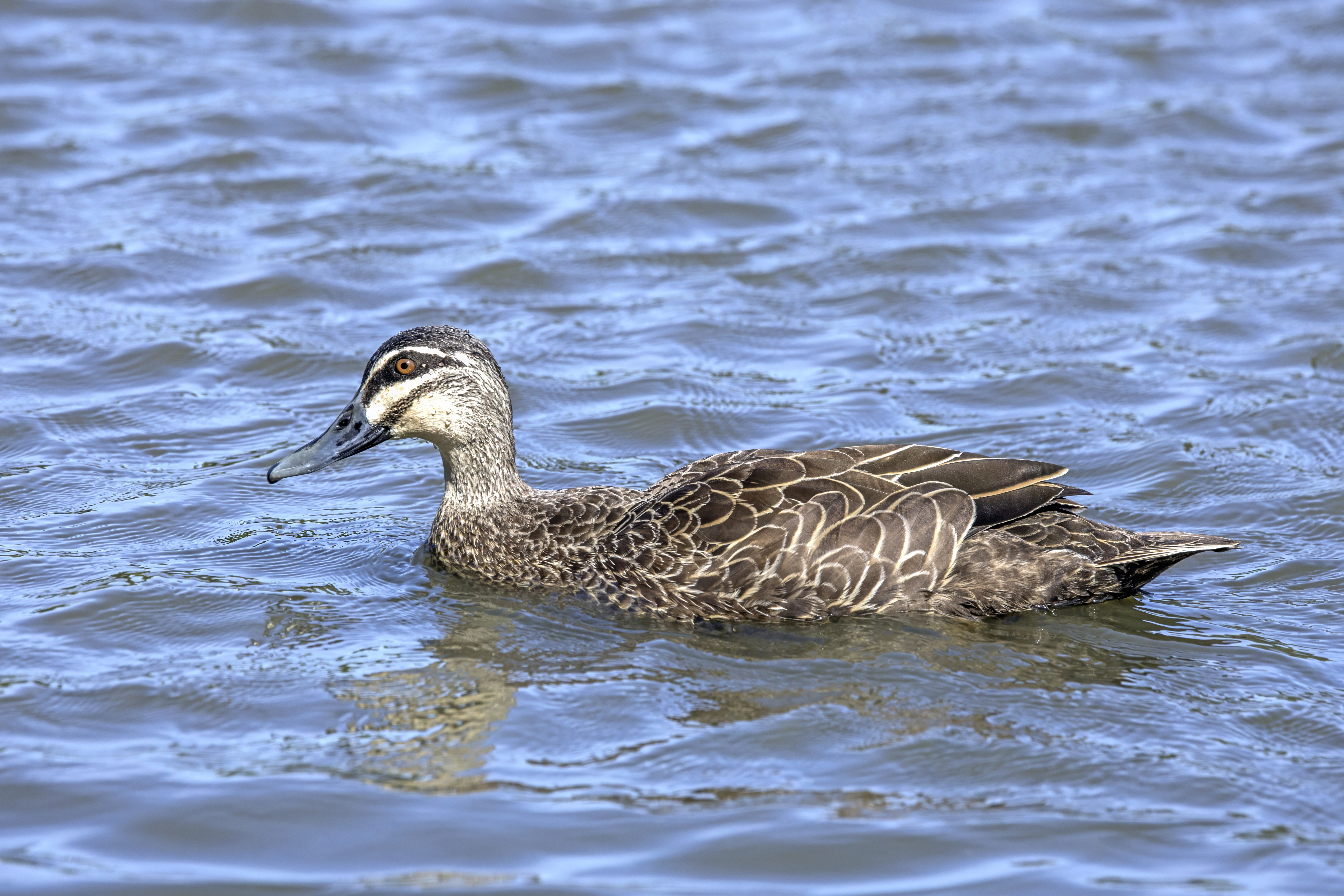
Adulte à Sydney
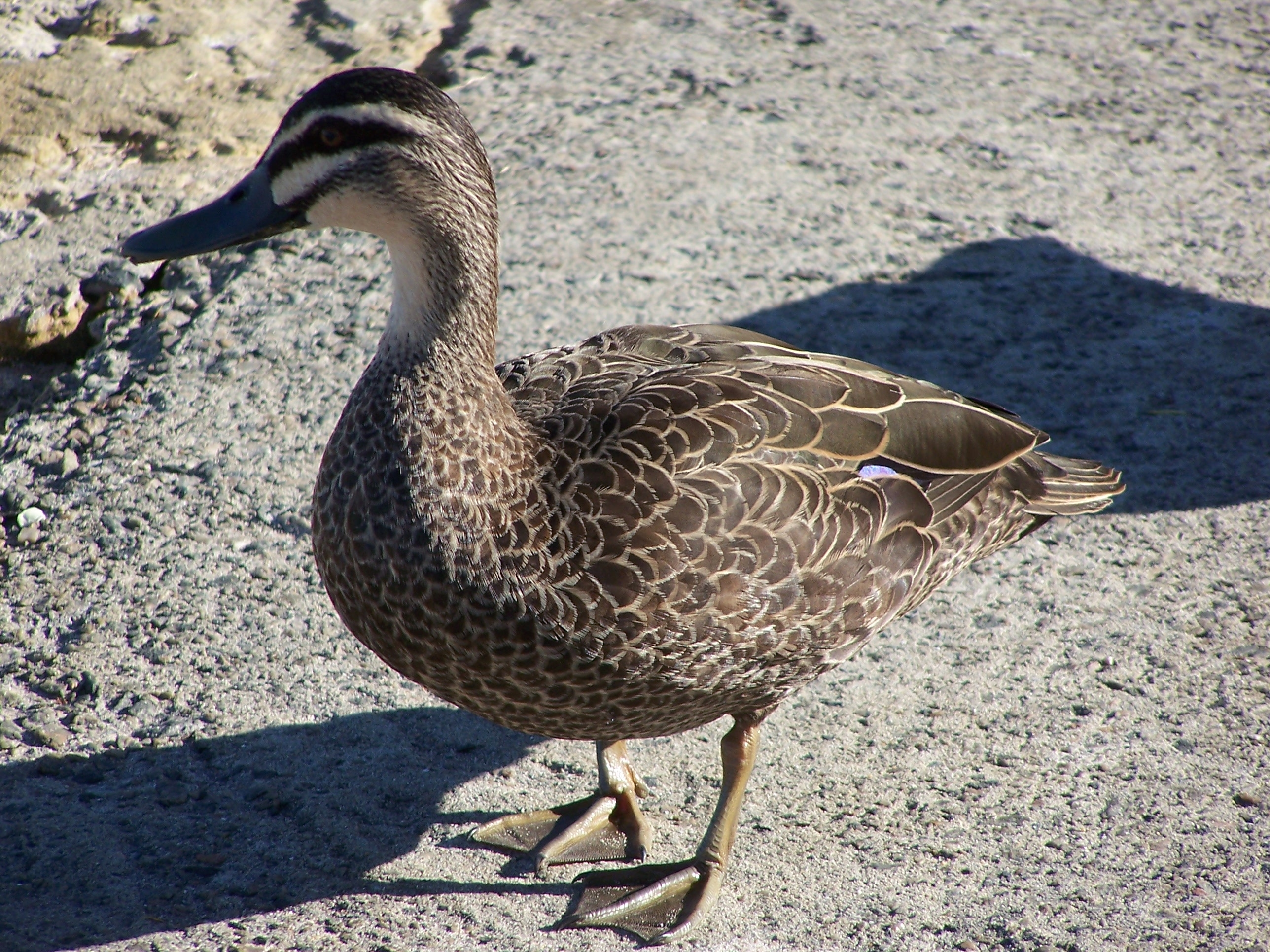
Adulte à Perth